# Stenorrhynchos speciosum
Stenorrhynchos speciosum là một loài thực vật có hoa trong họ Lan. Loài này được (Jacq.) Rich. miêu tả khoa học đầu tiên năm 1817.

## Hình ảnh

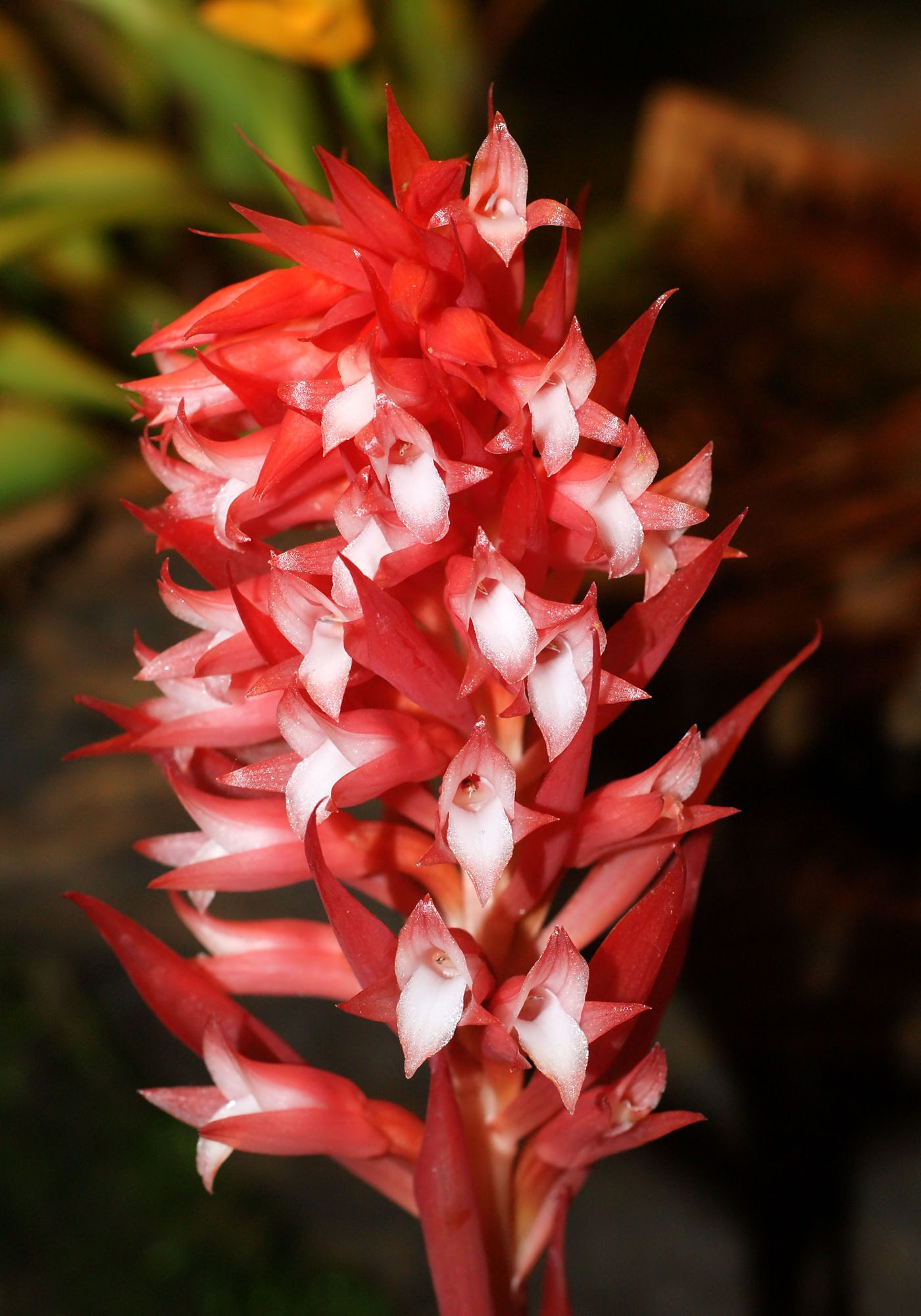
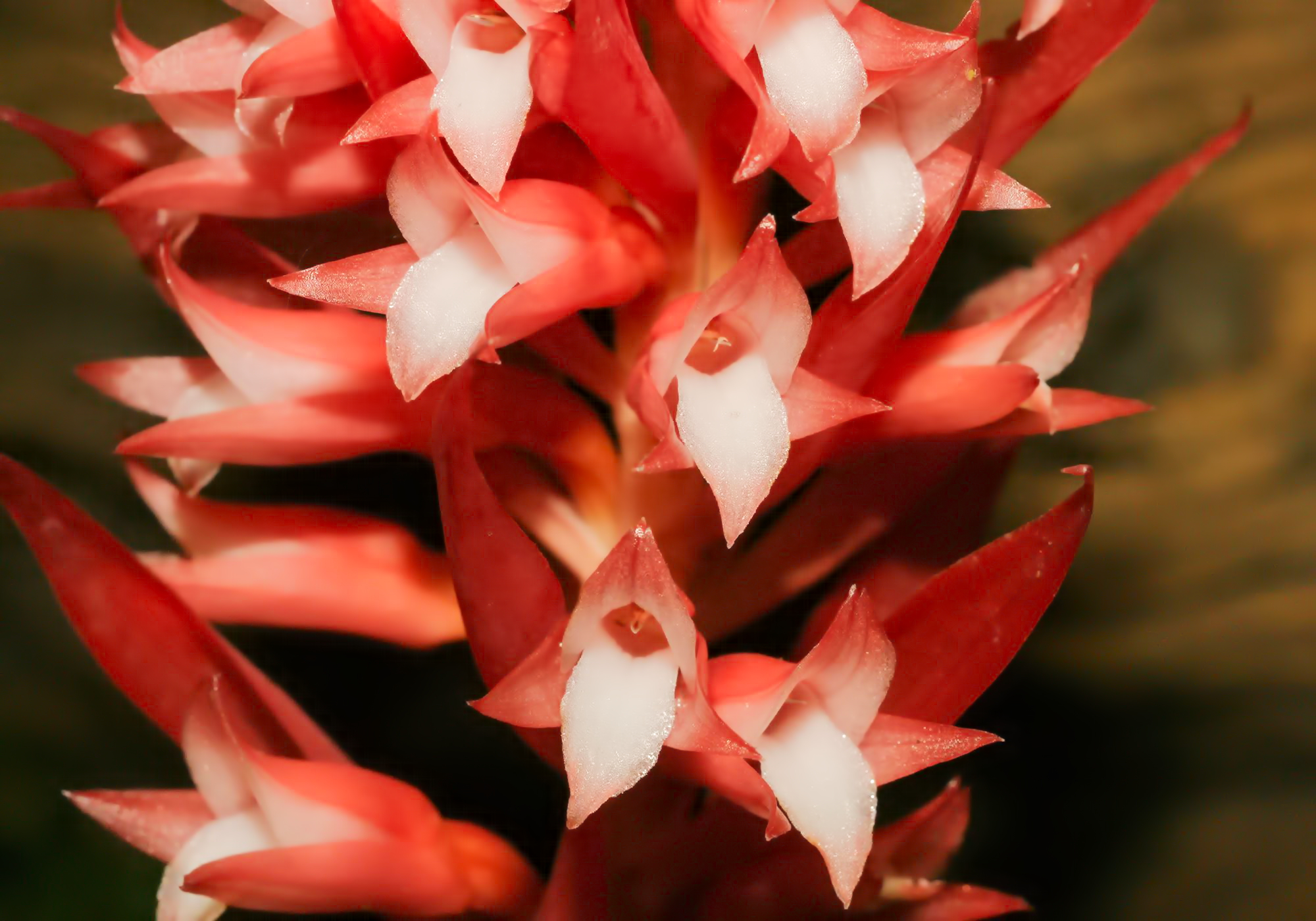